# La zona neutral
"La zona neutral" (títol original en anglès "The Neutral Zone") és el vint-i-sisè i últim episodi de la primera temporada de la sèrie de televisió de ciència-ficció estatunidenca Star Trek: La nova generació, es va emetre originalment el 16 de maig de 1988, en redifusió als Estats Units. L'episodi es va originar com una presentació de la història comprada per Paramount escrita per Deborah McIntyre i Mona Clee, i es va convertir en una obra de televisió per Maurice Hurley. A causa de la vaga del Sindicat de Guionistes dels Estats Units del 1988, Hurley va crear el guió en un dia i mig, i l'escala de temps va obligar a abandonar tant la idea d'un episodi de dues parts com de la primera aparició dels Borg, que es va retardar fins a l'episodi de la temporada següent "Què Q?".
Ambientada al segle XXIV, la sèrie segueix les aventures de la tripulació de la nau de la Flota Estel·lar de la Federació Enterprise-D. A "La zona neutral", l' "Enterprise" és enviada a investigar la destrucció dels llocs avançats de la Federació prop de l'espai controlat per l'Imperi Estel·lar Romulà, descobrint un satèl·lit terrestre abandonat amb humans congelats criònicament a bord.
Aquest episodi va presentar els romulans redissenyats, amb peces de front protèsiques dissenyades pel supervisor de maquillatge Michael Westmore, i la primera aparició de l'au de guerra romulana, que va ser el treball final del dissenyador Andrew Probert per a la franquícia Star Trek. L'episodi va ser rebut lleument pels crítics que el van veure després del final de la temporada, del que van criticar la naturalesa de l'episodi de dues trames i la manca d'emoció general.

## Argument
Mentre el capità Picard (Patrick Stewart) es troba fora en una conferència d'emergència de la Federació, la tripulació de l'Enterprise descobreix una antiga càpsula espacial de la Terra. A l'interior troben tres humans a les cambres criòniques. El Tt. Cdr. Data (Brent Spiner) demana traslladar les cambres a l' Enterprise i Comandant Riker (Jonathan Frakes) n'està d'acord. Picard torna i ordena a l'Enterprise anar a la Zona Neutral, ja que diversos llocs avançats de la Federació a prop dels límits de la zona no han respost a les comunicacions. Explica que la conferència tractava sobre l'amenaça potencial dels romulans, que no s'havia vist des de fa dècades. Tant Data com la directora mèdica Dra. Crusher (Gates McFadden) treballen per descongelar els humans conservats criònicament, Picard admonesa Data per portar-los a bord durant un moment crucial, i posa a Riker a càrrec de cuidar-los.
Els supervivents: Claire Raymond (Gracie Harrison), mestressa de casa; Ralph Offenhouse (Peter Mark Richman), un financer; i L. Q. "Sonny" Clemmons (Leon Rippy), un músic, són de finals del segle xx. Tots van morir de malalties incurables en aquell moment i van ser posats en suspensió criònica després de la seva mort amb l'esperança que es poguessin trobar cures en el futur. La doctora Crusher, en reviure-los, els cura fàcilment de les seves malalties. Han d'afrontar el xoc cultural del despertar en un futur llunyà amb la consciència que tot el que sabien i tenien ara ha desaparegut. Dels tres, Clemmons sembla estar fent el millor per adaptar-se a la vida del futur i fer-se amic de Data. Claire està consternada amb la idea de perdre tots els que va conèixer, especialment els seus fills, així que la consellera Troi (Marina Sirtis) suggereix buscar els descendents de la Claire. L'Offenhouse està irritat per la manca d'accés a notícies o altra informació, i utilitza la unitat de comunicacions per interrompre en Picard al pont. Picard baixa per assegurar a tothom que totes les preguntes tindran resposta, però que la missió de la nau requereix tota l'atenció de Picard.
L'Enterprise arriba a la Zona Neutral i confirma que els llocs avançats han estat destruïts. Aviat es troben amb una au de guerr romulana i el comandant Tebok (Marc Alaimo) pregunta per què l' Enterprise s'ha acostat a la zona. Mentre Picard intenta explicar les seves accions, l'Offenhouse arriba al pont i amenaça amb interrompre la tensa situació, tot i que constata correctament que els romulans també busquen respostes. Picard i els romulans acorden posar en comú els seus recursos per descobrir el culpable. Més tard, Picard comenta que, tot i que la trobada va ser favorable, els romulans poden ser una amenaça important en futurs compromisos. Picard s'encarrega de transportar els humans del segle XX a la Terra. Troi localitza un dels descendents de la Claire a la Terra, i encara que Claire no està segura del seu lloc en la seva nova realitat, Troi suggereix que la família és un bon punt de partida. Clemmons expressa entusiasme pel futur i Picard proposa a Offenhouse el repte de millorar-se.

## Repartiment i doblatge al català
La sèrie va ser doblada al català pels estudis Tramontana (primera part) i Soundtrack (segona part) i emesa a TV3 l’any 1991. Els dobladors de l'episodi foren:
| Personatge            | Actor/actriu       | Veu en català         |
| --------------------- | ------------------ | --------------------- |
| Jean-Luc Picard       | Patrick Stewart    | Joan Crosas           |
| William Riker         | Jonathan Frakes    | Antoni Forteza        |
| Data                  | Brent Spinner      | Joaquim Sota          |
| Geordi La Forge       | LeVar Burton       | Aleix Estadella       |
| Worf                  | Michael Dorn       | Enric Arquimbau       |
| Beverly Crusher       | Gates McFadden     | Pilar Rubiella        |
| Deanna Troi           | Marina Sirtis      | Alicia Laorden        |
| Wesley Crusher        | Will Wheaton       | Roger Pera            |
| Tebok                 | Marc Alaimo        | Joan Pera             |
| Thei                  | Anthony James      | Amadeu Aguado         |
| Ralph Offenhouse      | Peter Mark Richman | Jordi Vilaseca        |
| L.Q. 'Sonny' Clemmons | Leon Rippy         | Enric Isasi Isasmendi |
| Clare Raymond         | Gracie Harrison    | Aurora Garcia         |

## Producció

### Guió i càsting

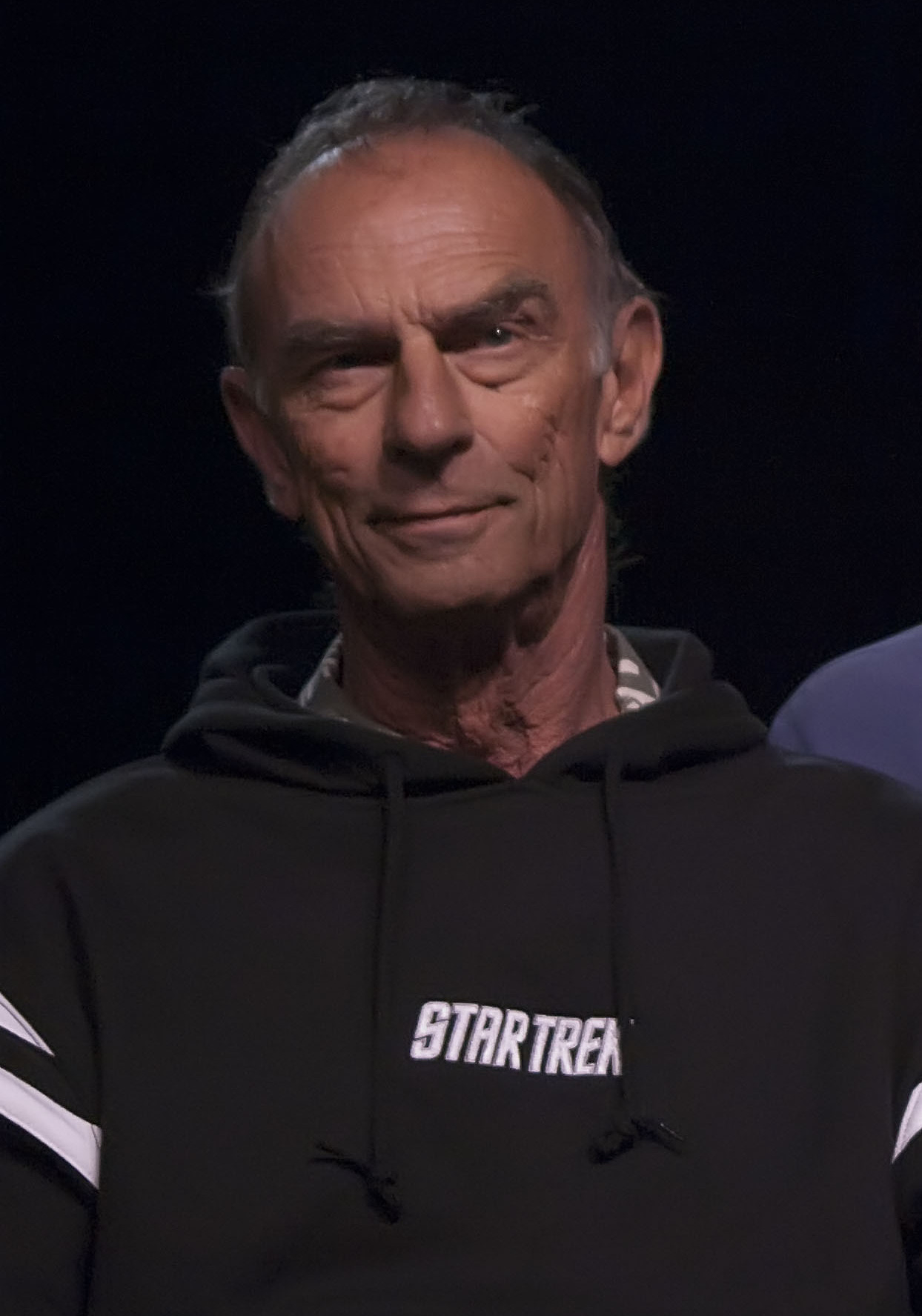
Marc Alaimo Marc Alaimo va fer la seva segona aparició a La nova generació a La zona neutral

A causa de la imminent vaga del Sindicat de Guionistes dels Estats Units de 1988, l'escriptor i coproductor executiu Maurice Hurley va desenvolupar la sèrie en un dia i mig a partir d'una història comprada per Paramount escrita per Deborah McIntyre i Mona Clee. A causa de la vaga, certes idees de la història van ser eliminades de la trama, inclosa la primera aparició prevista dels Borg, que es va retardar fins a l'episodi de la segona temporada "Què Q?". "La zona neutral" va ser pensada originalment per ser el primer d'un episodi de dues parts, però a causa de la vaga no hi va haver prou temps per escriure la segona part i així la història es va escurçar. El segon episodi hauria vist com l' Enterprise i els romulans s'uneixen contra els Borg. El guió que es va rodar va ser un primer esborrany i, a causa de la vaga de guionistes, no es van fer esmenes. El director James L. Conway va explicar més tard: "Si no hi hagués hagut una vaga, crec que hauria estat un guió millor." Va ser el segon episodi de La nova generació dirigit per Conway, el primer va ser "Justícia". No va dirigir cap episodi fins a "Estat d'ànim" durant la sisena temporada.
A la guia d'escriptors i directors de la sèrie, escrita pel creador del programa Gene Roddenberry abans de la primera temporada, els romulans estaven coberts per una de les principals regles d'escriptura que deia: "No hi ha històries sobre guerra amb klíngons i romulans i no hi ha històries amb vulcans. Estem decidits a no copiar-nos i creiem que hi ha d'haver altres extraterrestres interessants en una galàxia plena de milers de milions d'estrelles i planetes." Després del fracàs percebut dels ferengi com els principals vilans de TNG pel personal de producció, els romulans es van convertir en els principals vilans durant els primers anys de la sèrie. Ho van ser a més dels Borg, que es van desenvolupar originalment com una raça d'insectoides per a aquest episodi, però que es van convertir en una raça de cyborgs quan van aparèixer per primera vegada a "Què Q?". Tot i que els romulans van fer la seva primera aparició TNG en aquest episodi, s'havien esmentat a "L'Àngel" i "Desig de  glòria". L'episodi va ser l'últim capítol de la primera temporada, completada deu mesos després que comencés a "Trobada a Farpoint".
L'episodi va presentar l'aparició de l'assistent de producció de Gene Roddenberry, Susan Sackett com a oficial científica de la Flota Estel·lar. La seva aparició va ser el resultat de guanyar una aposta per la seva pèrdua de pes. Va continuar escrivint dos episodis de La nova generació amb Fred Bronson, "Ménage à Troi" i "El joc". Peter Mark Richman va aparèixer com a Ralph Offenhouse, que havia aparegut en uns 500 papers a la televisió. Leon Rippy va aparèixer com a L.Q "Sonny" Clemonds, després d'haver aparegut al costat de Jonathan Frakes a North and South.Marc Alaimo va fer la seva segona aparició a Star Trek en aquest episodi, després d'haver aparegut a "Sol entre nosaltres" com el líder antican i va aparèixer a l'episodi de la temporada 4 "La ferida" com el cardassià Gul Macet, així com a la l'episodi de la cinquena temporada La sageta del temps" com el trampós a les cartes Frederick LaRouque, abans de ser llançat una vegada més com a cardassià en el paper recurrent de Gul Dukat a Star Trek: Deep Space Nine.
Dos dels humans desplaçats en el temps van tornar a la literatura de Star Trek, Ralph Offenhouse va aparèixer a la novel·la de La nova generació Debtor's Planet com a Ambaixador de la Federació amb els Ferengi i de nou a la trilogia Star Trek: Destiny com a Secretari de Comerç de la Federació. Clare Raymond va fer una altra aparició a la novel·la Star Trek: Department of Temporal Investigations Watching the Clock com a consellera de persones desplaçades en el temps. Offenhouse, Raymond i "Sonny" Clemmons també van aparèixer a les dues parts de Star Trek: The Eugenic Wars de Greg Cox, que es va ambientar abans de la seva aparició en aquest episodi.

### Maquillatge i disseny
Michael Westmore va desenvolupar una nova aparença per als romulans en aquest episodi, tenint necessàriament en compte els conceptes introduïts per a ells als episodis de la sèrie original "L'equilibri del terror" i "Incident a l'Enterprise". També hi havia el desig d'assegurar-se que semblaven diferents dels vulcanians, amb l'aspecte predeterminat dels romulans més agressius i bèl·lics. Westmore va desenvolupar peces de front protèsiques, fent passos acurats per assegurar-se que no semblessin neandertals. En lloc de dissenys individuals per a cada front com amb els klíngons, es van crear una sèrie de dissenys estàndard.
L'au de guerra romulana va fer la seva primera aparició en aquest episodi. Va ser el disseny final d'Andrew Probert per a la franquícia Star Trek. Prèviament havia dissenyat tant l' Enterprise a Star Trek: La pel·lícula com l'Enterprise-D per La nova generació. La naturalesa de doble casc de la nau es va originar en els primers dissenys, però les ales eren originalment verticals més que horitzontals. La nau es va fer deliberadament més gran que l' Enterprise.

## Recepció
"La zona neutral" es va emetre en redifusió durant la setmana del 20 de maig de 1988. Va rebre una puntuació de Nielsen de 10,2. Aquesta va ser la valoració més alta rebuda per la sèrie des de "Simbiosi" quatre episodis abans.
Diversos crítics van tornar a veure Star Trek: La nova generació després del final de la sèrie. Keith DeCandido a Tor.com va considerar que l'episodi no va funcionar realment, dient que la "moralització pressumptuosa pel que fa als tres refugiats del segle XX està una mica massa engreixada", i que l'aparició dels romulans es va esforçar massa per recordar la seva primera aparició a "L'equilibri del terror". En general, va dir que "la primera temporada acaba, no amb una explosió, sinó amb un gemec". Zack Handlen de The A.V Club va pensar que l'episodi anterior, "Conspiració", hauria servit millor com a final de la primera temporada, ja que "La zona neutral" no era el pitjor fins ara, "però potser és el més frustrant, perquè té dues històries". Va sentir que l'argument romulà hauria estat suficient i va descriure la història amb els supervivents criònics com un "alleujament còmic extremadament dolorós". Va donar a l'episodi una nota de C−.
L'au de guerra romulana (la "classe D'deridex"), que va fer aparicions periòdiques a la franquícia Star Trek després d'aquest episodi, va ser classificada per Space.com com la 9a millor nau espacial Star Trek. En particular, destaquen el seu debut, desvelant abans de l'Enterprise 1701-D després del mig segle d'aïllament dels romulans. S'observa el poder fictici i l'elusibilitat de la nau espacial pel que fa a l'univers de ciència-ficció Star Trek.
The New Yorker, en un article de 2016 per al 50è aniversari de Star Trek, va assenyalar "La zona neutral" com un dels moments definitoris de la nova temporada. Observen com quan descobreixen un corredor de Wall Street congelat, se sorprèn trobar un futur on hi ha més vida per acumular riquesa. El 2017, Den of Geek va classificar "La zona neutral" com un dels 25 episodis "cal veure" de Star Trek: La nova generació.

## Mitjans casolans
El primer llançament domèstic de "La zona neutral" va ser en vídeocasset VHS el 26 de maig de 1993, als Estats Units i al Canadà. L'episodi es va incloure a la caixa del DVD de la primera temporada de Star Trek: La nova generació, llançada el març de 2002, i  va ser llançat com a part de la primera temporada en Blu-ray el 24 de juliol de 2012.